# مصطفى علي
عادل علام (بالإنجليزية: Mustafa Ali)‏ هو مصارع أمريكي محترف من أصول باكستانية، حاليا يعمل في دبليو دبليو إي، حيث يشارك في عرض راو ويصارع تحت اسم مصطفى علي . هو أول مصارع باكستاني والوحيد الذي دخل دبليو دبليو إي في التاريخ.

## مسيرته في مصارعة المحترفين

### المنظمات المستقلة (2003–2016)
عمل مصطفى في مختلف الحلبات المستقلة، بما في ذلك شركة (ديروفم) للمصارعة حيث كان البطل البديل السابق وبطل العالم. كما أنه في كثير من الأحيان وقّع عقوداً مع شركات كبيرة، ووقع مع شركة في باكستان للمصارعة حيث كان أول بطل لفئة الوزن الخفيف ثم ترك هذا الاتحاد بعد فترة حين تعرض للإصابة في الكتف.

### دبليو دبليو إي

#### قسم الوزن المتوسط (2016–2018)
بعد عدم تمكّن زومبي من المشاركة في المنافسة علي اللقب بسبب قضايا التأشيرات، أعلنت WWE أن مصطفى سوف يحل محله، وتم تغيير اسم من الأمير علي إلى مصطفى علي. خسر مصطفى علي من قبل لينسي دورادو في الجولة الأولى من البطولة. قدم علي بعد مباريات متعددة في NXT في حين لا يزال يعمل في دائرة مستقلة. خسر أمام هيديو إيتامي في 13 يوليو 2016 حلقة من NXT. تنافس علي في مباراة خلال 14 يوليو في مباراه فرق جنبا إلى جنب مع شون مالتوا، لكنة خسر. في 28 سبتمبر من NXT، أعلن علي كمشارك في علامة رودوس مغبر فريق كلاسيك جنبا إلى جنب مع لينسي دورادو. لكنهما خسرا امام كوتا ايباشي وتي جي بيركنز في الجولة الأولى. وقد تنافس علي في NXT في الأحداث الحية، وخسارته كانت امام أمثال كونا ريفز، توني نيس، وفريق انجيلو دوكينز ومونتيز فورد عندما كان في فريق مع اريا دافاري.
كانت أول مباراه لمصطفى علي في الاحداث الرئيسة كانت في عرض 205 المباشر وكانت امام لينسي دورادو لكن انتهت المباراة بدون فائز بسبب وقوع الاثنين خارج الحلبة لكي يعد عليهما الحكم وتنهتهي المباراة لكن حاول دورادو مصافحة علي بعد انتهاء المباراة لكن رفض علي ذلك ثم بدء في مهاجمة دروادو ولكن لينسي كان يقظا واستطاع التصدي لمصطفى وكانت تلك علامة علي ان مصطفى علي سيظهر بشخصية شريرة لكن مباراة امام نعوم دار كانت غير ذلك عندما ربح علي المباراة بحركة رائعة وفي 8 فبراير 2017 جائت لمصطفى فرصة ان يكون المرشح الأول للفوز ببطولة الكروز ضد نيفل استطاع الفوز علي اريا دافاري لكي ينضم لكل من المنافسين الاربعة وهم جاك جالهير وتي جي بيركنز وسيدريك اليكساندر ونعوم دار لكن مصطفى لم بنجح في البقاء للنهاية.
انتقل إلى عرض سماك داون وترك قسم الوزن الخفيف.[بحاجة لمصدر]

## البطولات والانجازات
- بطولة التراث (مرة واحدة).
- بطولة العالم dreamwave (مرة واحدة).
- في المرتبة 55 من أفضل 500 مصارع في عام 2019.

## وصلات خارجية
- مصطفى علي على موقع أرشيف الشارخ.
- مصطفى علي على موقع IMDb (الإنجليزية)
- مصطفى علي على موقع دبليو دبليو إي (الإنجليزية)
- مصطفى علي على موقع WrestlingData.com (الإنجليزية)
- مصطفى علي على موقع CageMatch worker (الإنجليزية)
- مصطفى علي على موقع قاعدة بيانات المصارعة على الإنترنت (الإنجليزية)
- مصطفى علي على موقع عالم المصارعة على الإنترنت (الإنجليزية)
- ـ Ali/ مصطفى علي في موقع WWE